# Midden-Silezisch voetbalkampioenschap 1927/28
In 1927/28 werd het achtste Midden-Silezisch voetbalkampioenschap gespeeld, dat georganiseerd werd door de Zuidoost-Duitse voetbalbond. De competitie was een tussenstation tussen de regionale competities en de Zuidoost-Duitse eindronde. 
Breslauer SC 08 werd kampioen en plaatste zich voor de Zuidoost-Duitse eindronde. Stadsrivaal Breslauer Sportfreunde was als vicekampioen van Breslau ook geplaatst, al is het niet duidelijk waarom de kampioen van Breslau eerst een tussenronde moest spelen en de vicekampioen rechtstreeks geplaatst was. Breslauer SC 08 werd kampioen en plaatste zich zo voor de eindronde om de Duitse landstitel, waarin de club in de eerste ronde door VfB Königsberg verslagen werd.

## 1. Klasse

### Gau Breslau
Breslauer SC 08 werd kampioen. 

### Gau Oels
| Plaats | Club                  | Wed. | W | G | V | Saldo | Ptn   |
| ------ | --------------------- | ---- | - | - | - | ----- | ----- |
| 1.     | SSC 1901 Oels         | 5    | 5 | 0 | 0 | 20:07 | 10:00 |
| 2.     | VfR Oels              | 4    | 2 | 0 | 2 | 08:09 | 04:04 |
| 3.     | SpVgg 08 Oels         | 5    | 2 | 0 | 3 | 08:14 | 04:06 |
| 4.     | SC Preußen Festenberg | 6    | 1 | 0 | 5 | 11:17 | 02:10 |

|  | Geplaatst voor eindronde |

### Gau Brieg
| Plaats | Club             | Wed. | W | G | V | Saldo | Ptn   |
| ------ | ---------------- | ---- | - | - | - | ----- | ----- |
| 1.     | SC Brega Brieg   | 9    | 6 | 1 | 2 | 40:13 | 13:05 |
| 2.     | SpVgg 1910 Brieg | 7    | 5 | 1 | 1 | 18:08 | 11:03 |
| 3.     | SC Preußen Brieg | 8    | 4 | 2 | 2 | 12:20 | 10:06 |
| 4.     | SSVgg Grottkau   | 8    | 3 | 1 | 4 | 22:09 | 07:09 |
| 5.     | SSC Brieg        | 7    | 1 | 1 | 5 | 09:33 | 03:11 |
| 6.     | VfB 1921 Löwen   | 5    | 0 | 0 | 5 | 00:18 | 00:10 |

|  | Geplaatst voor eindronde       |
|  | Trok zich na dit seizoen terug |

### Gau Namslau
| Plaats | Club                          | Wed. | W | G | V | Saldo | Ptn   |
| ------ | ----------------------------- | ---- | - | - | - | ----- | ----- |
| 1.     | Sportfreunde Preußen Konstadt | 4    | 4 | 0 | 0 | 14:03 | 08:00 |
| 2.     | Sportfreunde Bernstadt        | 1    | 0 | 0 | 1 | 01:03 | 00:02 |
| 3.     | SV Schlesien Namslau          | 1    | 0 | 0 | 1 | 00    | 00:02 |
| 4.     | SC Preußen Namslau            | 2    | 0 | 0 | 2 | 02:11 | 00:00 |

Sportfreunde Konstadt speelde de voorgaande jaren in de Opper-Silezische competitie.
|  | Geplaatst voor eindronde       |
|  | Trok zich na dit seizoen terug |

Play-off voor eindronde
|                 |                    |       |                      |         |
| 23 januari 1927 | SC Preußen Namslau | 3 – 0 | SV Schlesien Namslau | Namslau |
| 23 januari 1927 |                    |       |                      | Namslau |

## Eindronde

### Halve finale
|                 |               |       |                               |      |
| 22 januari 1928 | SSC 1901 Oels | 5 – 1 | Sportfreunde Preußen Konstadt | Oels |
| 22 januari 1928 |               |       |                               | Oels |

|                 |                  |       |                 |       |
| 22 januari 1928 | SpVgg 1910 Brieg | 1 – 9 | Breslauer SC 08 | Brieg |
| 22 januari 1928 |                  |       |                 | Brieg |

### Finale
|                 |                 |       |               |         |
| 5 februari 1928 | Breslauer SC 08 | 6 – 0 | SSC 1901 Oels | Breslau |
| 5 februari 1928 |                 |       |               | Breslau |